# (33368) 1999 BD9
1999 BD9 (asteroide 33368) é um asteroide da cintura principal. Possui uma excentricidade de 0.20223740 e uma inclinação de 6.92974º.
Este asteroide foi descoberto no dia 22 de janeiro de 1999 por Korado Korlević em Visnjan.